# Џек Колман (глумац)
Џон Макдоналд Колман (енгл. John MacDonald Coleman; Истон (Пенсилванија), 21. фебруар 1958), познатији као Џек Колман (енгл. Jack Coleman), амерички је глумац и сценариста, познат по улогама Стивена Карингтона у сапуници Династија (1983—1988), Ное Бенета у научно-фантастичној серији Хероји (2006—2010), као и по епизодним улогама Роберта Липтона у серији У канцеларији (2010—2013) и Вилијама Брејкена у серији Касл (2012—2015).

## Детињство, младост и образовање
Џек Колман је рођен у Истону у Пенсилванији, САД и потомак је Бенџамина Френклина. Похађао је Универзитет Дјук, где се определио за каријеру глумца. Након дипломирања на Дјуку 1980. године, похађао је позоришни центар Јуџин О'Нил.

## Каријера
Колманова прва већа улога била је у сапуници Дани наших живота, где је од 1981. до 1982. године тумачио лик Џејка Косичека. Такође се појавио у квизу Celebrity Bullseye. Године 1982, придружио се постави сапунице Династија када је од Ала Корлија преузео улогу Стивена Карингтона, једног од првих геј ликова на америчкој телевизији. Колман је играо Стивена до краја осме сезоне, 1988. године.
Био међу главним глумцима краткотрајне серије Кафе ужаса (1992) и појавио се у мини-серији Краљевска болница (2004). Гостовао је у серијама Мрежа, Истражитељи из Мајамија, Режи ме, Без трага, Дијагноза: Убиство, Свита и Живот према Џиму. Глумио је у оригиналном филму Дизни канала, Кравља звона.
Номинован је за свој рад на представи Стенд-ап трагедија и освојио је награду драмских критичара Лос Анђелеса за изведбу у представи Скакачи. Написао је сценарио за Студио Сити, где је глумио и продуцирао.
Колман је био међу главним глумцима научно-фантастичне серије Хероји, где је играо Ноу Бенета. О игрању лика рекао је: „То је мешавина светла и мрака. Не желим да будем само типичан негативац”.
Колман се појавио у једној епизоди серије Менталиста у октобру 2010. године. Играо је богатог и арогантног Макса Винтера, осумњиченог за убиство. Такође је играо Џона Дагана у серији Доктор Хаус 2010. године. Такође је глумио у Халмарковом оригиналном филму Развали кућу (2010).
Од новембра 2010, Колман је имао епизодну улогу у серији У канцеларији као Роберт Липтон, сенатор Пенсилваније и љубавни интерес Анџеле Мартин и Оскара Мартинеза. Појавио се у 13 епизода.
Од 2011. до 2012. године, играо је Била Форбса у пет епизода треће сезоне драме Вампирски дневници. Године 2011, појавио се у драми Злочиначки умови, као Бил Роџерс.
Дана 22. јула 2012, објављено је да ће се Колман придружити серији Касл у њеној 5. сезони, као нови негативац, који ће играти насупрот Кејт Бенет (Стана Катић). Појавио се у 6 епизода, играјући сенатора Вилијама Х. Брејкена.
Придружио се серији Одстрел као епизодни лик у 7. сезони. Играо је полицајца Ендруа Стронга.
Године 2013, играо је прикривеног хомосексуалца Данијела Дагласа Лангстона у серији Скандал.
У фебруару 2014, појавио се у серији Место злочина: Лас Вегас.
Године 2015, поновио је улогу Ное Бенета у мини-серији Препорођени хероји, која је служила као наставак оригиналне серије Хероји.
Године 2019, играо је у филмској верзији награђиване и критички добро прихваћене представе Звечарке.

## Лични живот
Колман је оженио глумицу Бет Тусен 1996. године. Имају једну ћерку, Тес, рођену 1999. године.